# Thottea dependens
Thottea dependens är en piprankeväxtart som beskrevs av Johann Friedrich Klotzsch. Thottea dependens ingår i släktet Thottea och familjen piprankeväxter. Inga underarter finns listade i Catalogue of Life.